# Lammasluoto, Sastamala
Lammasluoto är en ö i Finland. Den ligger i sjön Rautavesi och Liekovesi och i kommunen Sastamala i den ekonomiska regionen  Sydvästra Birkaland och landskapet Birkaland, i den sydvästra delen av landet, 170 km nordväst om huvudstaden Helsingfors. Öns area är 1,7 hektar och dess största längd är 260 meter i öst-västlig riktning.